# バンプ・アンド・ランカバレッジ
バンプ・アンド・ランカバレッジ（Bump and run coverage）はアメリカンフットボールでしばしば取られる戦略。ディフェンシブバックが正面のワイドレシーバーに対して手を使い、あらかじめ定められたコースを走ることを妨げるプレー。
この戦略を取ることによってレシーバーは定められた時間で定められた場所へ走りこむことができなくなりクォーターバックからのタイミングパスが通らなくなる。欠点としてはコーナーバックがレシーバーに抜かれるとビッグプレーとなる危険があることである。
NFLでは1978年より、スクリメージラインから5ヤード以内に限ってコンタクトが許されている。このルールはピッツバーグ・スティーラーズのコーナーバックの名前から、メル・ブラントルールと呼ばれている。
カレッジフットボールではパスが空中にある場合を除きこの制限はない。